# 安大略省议会大楼
安大略省议会大楼（英語：Ontario Legislative Building）是多伦多市中心的一座历史建筑，位于皇后公园（Queen's Park）内，韋斯里街（Wellesley Street）南侧，是安大略省省督和安大略省省议会驻地。其土地属于多伦多大学，每年安大略省政府需支付1加元的象征性租金，为期999年。
安大略省议会大楼由理查德·怀特设计， 大楼是一个不对称的5层建筑，罗曼式建筑风格，粉红色砂岩砌筑主要的立面面向南侧，为大学路（University Avenue）北端的对景。